# Papers, Please
Papers, Please là một trò chơi video mô phỏng câu đố được tạo bởi nhà phát triển game indie Lucas Pope, được phát triển và xuất bản thông qua công ty sản xuất của ông, 3909 LLC. Trò chơi được phát hành vào ngày 8 tháng 8 năm 2013 cho Microsoft Windows và OS X, cho Linux vào ngày 12 tháng 2 năm 2014 và cho iOS vào ngày 12 tháng 12 năm 2014. Một cổng cho PlayStation Vita đã được công bố vào tháng 8 năm 2014, và sau đó được phát hành vào tháng 12 năm 2014.
Trong Papers, Please, người chơi đảm nhận vai một sĩ quan kiểm soát nhập cảnh tại cửa khẩu Đông Grestin, (một nửa của thành phố Grestin thuộc chủ quyền của quốc gia hư cấu Arstotzka, đang tranh chấp với quốc gia láng giềng Kolechia). Nhiệm vụ của người chơi là xem xét từng hộ chiếu, giấy tờ của các công dân nhập cảnh, quyết định xem họ có được nhập cảnh hay không bằng các công cụ hỗ trợ trong buồng làm việc. Quyết định của người chơi ảnh hưởng đến cốt truyện, tùy vào quyết định mà người chơi nhận một trong 20 cái kết.
Papers, Please đã được đón nhận tích cực khi phát hành, và nó đã được coi là một ví dụ về trò chơi nhập vai. Trò chơi đã được công nhận với nhiều giải thưởng và đề cử từ Liên hoan trò chơi độc lập, Giải thưởng lựa chọn nhà phát triển trò chơi và Giải thưởng trò chơi video BAFTA, và được Wired và The New Yorker đặt tên là một trong những trò chơi hàng đầu năm 2013. Pope báo cáo rằng vào năm 2016, hơn 1,8 triệu bản của tiêu đề đã được bán.

## Cách chơi
Trò chơi của Papers, Please tập trung vào cuộc sống làm việc của một viên thanh tra chuyên kiểm soát người nhập cư tại một trạm kiểm soát biên giới của quốc gia hư cấu Arstotzka vào năm 1982. Lúc này, Arstotzka đã kết thúc cuộc chiến tranh kéo dài 6 năm với nước láng giềng Kolechia nhưng căng thẳng chính trị giữa họ và các nước lân cận khác vẫn ở mức cao. Một trong những điểm nóng xung đột chính trị này là thành phố Grestin nằm giữa đường biên giới Arstotzka - Kolechia, thành phố này bị chia cắt làm 2 nửa (Đông Grestin thuộc chủ quyền của Arstotzka và Tây Grestin thuộc chủ quyền của Kolechia, điều này làm ta liên tưởng tới Đông Berlin và Tây Berlin trong thời kỳ nước Đức bị chia cắt thành Đông Đức và Tây Đức). Và chắn giữa làn phân cách đó là trạm kiểm soát biên giới Đông Grestin, nơi người ta có thể nhập cảnh vào đất nước. Trạm kiểm soát này làm ta liên tưởng đến Bức tường Berlin ngăn cách giữa Đông và Tây Berlin.
Là 1 viên thanh tra kiểm soát nhập cư, người chơi xem xét các giấy tờ của người nhập cảnh và sử dụng một loạt các công cụ để kiểm tra các giấy tờ nhằm mục đích bắt giữ một số cá nhân như khủng bố, tội phạm truy nã, buôn lậu và người nhập cảnh với các tài liệu giả mạo hoặc đánh cắp; giữ những người thiếu giấy tờ cần thiết hoặc giấy tờ hết hạn; và cho phép những người có đầy đủ giấy tờ hợp lệ thông qua. Đối với mỗi ngày trong trò chơi, người chơi được cung cấp các quy tắc cụ thể về những tài liệu cần thiết và điều kiện để cho phép hoặc từ chối nhập cảnh trở nên phức tạp hơn khi mỗi ngày trôi qua. Ở giai đoạn cuối của trò chơi, người chơi phải thông qua một lúc hộ chiếu, căn cước công dân, giấy phép nhập cảnh, giấy phép lao động, chứng nhận tiêm chủng, chứng nhận tị nạn, và cả ủy quyền ngoại giao trong các trường hợp cần thiết. Từng người một, những người nhập cư đến trạm kiểm soát và cung cấp giấy tờ của họ. Người chơi có thể sử dụng một số công cụ để xem xét giấy tờ để đảm bảo rằng nó được sắp xếp theo đúng thứ tự. Khi phát hiện ra sự khác biệt, người chơi có thể thẩm vấn người nộp đơn, yêu cầu tài liệu bị thiếu hay điểm không trùng khớp, lấy dấu vân tay của người nộp đơn đồng thời yêu cầu một bản sao hồ sơ nhận dạng của người nộp đơn để chứng minh hoặc xóa sự khác biệt về tên hoặc mô tả vật lý, yêu cầu quét toàn bộ cơ thể theo thứ tự để xóa hoặc chứng minh sự khác biệt về cân nặng hoặc giới tính sinh học rõ ràng hoặc tìm đủ bằng chứng bắt buộc cần thiết để bắt giữ người đăng ký. Có những cơ hội cho người chơi bị giam giữ và người nộp đơn đôi khi có thể cố gắng mua chuộc thanh tra. Cuối cùng, người chơi phải đóng dấu hộ chiếu của người đăng ký (hoặc phiếu thị thực tạm thời nếu cá nhân đó không có hộ chiếu) để chấp nhận hoặc từ chối nhập cảnh trừ khi người chơi ra lệnh bắt giữ người đăng ký. Nếu người chơi đã vi phạm giao thức, một trích dẫn sẽ được cấp cho người chơi ngay sau khi người đăng ký rời đi. Thông thường, người chơi có thể thực hiện hai hành vi vi phạm mà không bị phạt, nhưng kể từ lần vi phạm thứ 3 trở đi người chơi phải nộp phạt bằng tiền lương từ tiền lương trong ngày của họ. Người chơi có một lượng thời gian thực giới hạn, đại diện cho một ca làm việc cả ngày tại trạm kiểm soát, để xử lý càng nhiều lượt khách càng tốt.
Vào cuối mỗi ngày trong trò chơi, người chơi kiếm được tiền dựa trên số lượng người đã được xử lý (5 credit cho mỗi người nhập cảnh xử lý đúng) và nhận hối lộ, trừ mọi hình phạt cho vi phạm giao thức, và sau đó phải quyết định một ngân sách đơn giản để chi số tiền đó vào tiền thuê nhà, thực phẩm, nhiệt và các nhu yếu phẩm khác trong nhà ở hạng thấp cho bản thân và gia đình. Người chơi cũng phải đảm bảo không kiếm quá nhiều tiền theo cách bất hợp pháp, kẻo gia đình sẽ được báo cáo và tất cả số tiền họ đã tích lũy cho đến nay sẽ bị chính quyền tịch thu để điều tra. Khi mối quan hệ giữa Arstotzka và các quốc gia lân cận xấu đi, đôi khi do các cuộc tấn công khủng bố, hoặc những vấn đề về truyền nhiễm dịch bệnh xuyên biên giới, các bộ quy tắc mới dần dần được thêm vào, dựa trên câu chuyện của trò chơi, như từ chối nhập cảnh đối với công dân của các quốc gia cụ thể hoặc yêu cầu các loại tài liệu mới. Người chơi có thể bị thách thức với những tình huống khó xử về đạo đức khi trò chơi tiến triển, như cho phép người phối ngẫu được cho là của một người nhập cư thông qua mặc dù thiếu giấy tờ đầy đủ có nguy cơ chấp nhận một kẻ khủng bố vào nước này. Trò chơi sử dụng kết hợp những người tham gia được tạo ngẫu nhiên và các cuộc chạm trán theo kịch bản. Người đăng ký được tạo ngẫu nhiên được tạo bằng các mẫu.
Một tổ chức chính trị bí ẩn được gọi là EZIC cũng xuất hiện, với một số thành viên của nó xuất hiện tại trạm kiểm soát, đưa ra yêu cầu cho viên thanh tra để giúp hạ bệ chính phủ và thành lập một chính quyền mới. Người chơi có thể chọn có giúp đỡ tổ chức này hay không, cho phép các thành viên của họ vượt qua để ám sát một số cá nhân mạnh mẽ mà tổ chức cho là quá tham nhũng để sống và thậm chí là cá nhân giết chết hai đặc vụ đối thủ của tổ chức.
Trò chơi có chế độ cốt truyện theo kịch bản với hai mươi kết thúc có thể tùy thuộc vào hành động của người chơi, cũng như một số chế độ chơi vô tận ngẫu nhiên có thể mở khóa.

## Phát triển
Papers, Please được phát triển bởi Lucas Pope, một nhà phát triển trước đây cho Naughty Dog trong loạt Uncharted. Pope đã chọn rời khỏi Naughty Dog vào khoảng năm 2010, sau khi Uncharted 2: Among Thief được phát hành, để chuyển đến Saitama, Nhật Bản, cùng với vợ Keiko, một nhà thiết kế trò chơi. Một phần của động thái này là để gần gũi hơn với gia đình cô, nhưng Pope cũng đã phát triển các trò chơi nhỏ hơn cùng với Keiko trong thời gian ở Naughty Dog, và muốn tránh xa "công thức xác định" của loạt Uncharted để phát triển các ý tưởng khám phá nhiều hơn cho các trò chơi của riêng mình. Cả hai đã làm việc với một vài tựa game độc lập khi ở đó, và họ nhanh chóng chuyển đến Singapore để giúp đỡ một người bạn khác với trò chơi của họ. Từ những chuyến đi của anh ấy đến Châu Á và một số chuyến trở về Hoa Kỳ, anh ấy đã quan tâm đến công việc của những người kiểm tra nhập cư và hộ chiếu: "Họ có một điều cụ thể mà họ làm và họ chỉ làm đi làm lại." Anh ta nhận ra kinh nghiệm kiểm tra hộ chiếu, mà anh ta coi là "căng thẳng", có thể được biến thành một trò chơi vui nhộn.
Trong khi anh ta đã có thể đưa ra các cơ chế kiểm tra hộ chiếu, Pope thiếu một câu chuyện để điều khiển trò chơi. Sau đó, anh được truyền cảm hứng từ những bộ phim như Argo và loạt Bourne, có các nhân vật cố gắng xâm nhập vào hoặc ra khỏi các quốc gia khác với sự khuất phục. Pope đã nhìn thấy cơ hội để đảo ngược các kịch bản đó, đặt người chơi vào vai trò của nhân viên kiểm soát nhập cư để ngăn chặn các loại đặc vụ này, phù hợp với cơ chế chơi trò chơi hiện có của anh ta. Ông đã tạo ra quốc gia hư cấu Arstotzka, thời trang là một quốc gia Đông phương toàn trị, 1982, với người chơi được hướng dẫn để duy trì vinh quang của đất nước này bằng cách kiểm tra chặt chẽ hộ chiếu và đánh bại những người có thể xâm nhập nó. Arstotzka có nguồn gốc một phần từ bối cảnh của trò chơi trước đó của Pope là The Republia Times, nơi người chơi đóng vai trò là tổng biên tập của một tờ báo ở một quốc gia chuyên chế và phải quyết định những câu chuyện nào sẽ bao gồm hoặc làm sai lệch để bảo vệ lợi ích của nhà nước. Pope cũng dựa trên các khía cạnh của việc vượt biên giới cho Arstotzka và các nước láng giềng trên Bức tường Berlin và các vấn đề giữa Đông và Tây Đức, nói rằng ông "bị thu hút tự nhiên bởi bộ máy quan liêu cộng sản Orwellian". Ông đảm bảo tránh bao gồm bất kỳ tài liệu tham khảo cụ thể nào cho những nguồn cảm hứng này, chẳng hạn như tránh từ "đồng chí" trong cả hai phiên bản tiếng Anh và bản dịch, vì nó sẽ ám chỉ trực tiếp đến một hàm ý của Liên Xô. Sử dụng một quốc gia hư cấu đã cho Pope tự do hơn trong câu chuyện, không phải đặt các sự kiện trong trò chơi vào bất kỳ chính trị thế giới thực nào và tránh các giả định định trước.
Làm việc trên trò chơi bắt đầu vào tháng 11 năm 2012; Pope đã sử dụng dự trữ tài chính cá nhân của mình từ thời gian ở Noose Dog cho những gì ông nghĩ sẽ mất vài tuần nỗ lực để hoàn thành và sau đó chuyển sang một danh hiệu khả thi hơn về mặt thương mại. Pope đã sử dụng ngôn ngữ lập trình Haxe và khung NME, cả hai đều là nguồn mở. Anh ta đã có thể xây dựng các cấu trúc mà vợ chồng anh đã phát triển cho Helsing's Fire, một trò chơi iOS mà họ đã phát triển sau khi chuyển đến Nhật Bản, vì điều này cung cấp phương tiện để đặt bao nhiêu thông tin về một nhân vật có thể hoặc không thể hiển thị cho người chơi. Điều này cũng cho phép anh ta bao gồm các cuộc gặp gỡ ngẫu nhiên và bán ngẫu nhiên, trong đó các sự kiện tương tự sẽ xảy ra trong các trò chơi riêng biệt, nhưng tên hoặc chi tiết của người nhập cư sẽ khác nhau. Phần lớn thiết kế của trò chơi là về các yếu tố giao diện người dùng "cố tình" trong việc kiểm tra giấy tờ, thứ mà Pope đã lấy cảm hứng từ kinh nghiệm lập trình trước đó của mình từ việc sử dụng các ngôn ngữ lập trình trực quan như HyperCard. Pope nhận thấy rằng có một sự cân bằng rất cẩn thận về những quy tắc và tính ngẫu nhiên có thể được đưa ra mà không áp đảo người chơi hoặc khiến cho sự cân bằng của trò chơi chùn bước, và cắt giảm một số ngẫu nhiên mà anh ta muốn ban đầu. Pope đã cố gắng giữ cho câu chuyện không phán xét về những lựa chọn mà người chơi đưa ra, cho phép họ tưởng tượng ra sự kiện của mình và tiếp tục giữ các yếu tố như màn hình trạng thái gia đình của nhân vật được hiển thị vào cuối mỗi ngày sẽ không ảnh hưởng đến kết quả của người chơi.
Khi Pope phát triển trò chơi, anh thường xuyên đăng các bản cập nhật lên TIGSource, một diễn đàn dành cho các nhà phát triển độc lập và nhận được phản hồi hữu ích về một số hướng của trò chơi. Ông cũng tạo ra một cuộc biểu tình công khai có sẵn của trò chơi, mà tiếp tục có phản hồi tích cực với ông. Giáo hoàng đã chọn thử trò chơi được gửi tới cửa hàng Steam thông qua quy trình Greenlight do người dùng bình chọn vào tháng 4 năm 2013; anh ta đã do dự rằng bản chất thích hợp của trò chơi sẽ loại bỏ các cử tri tiềm năng và đã hy vọng rằng anh ta sẽ nhận được nhiều sự quan tâm hơn từ các cuộc triển lãm trò chơi sắp tới. Tuy nhiên, do sự chú ý của một số bộ truyền phát YouTube đã phát qua bản demo, Papers, Please đã được bình chọn qua Greenlight trong vài ngày.

## Đón nhận
Papers, Please nhận được đánh giá tích cực khi phát hành, nhận được "đánh giá chung có lợi" từ 40 đánh giá trên Metacritic. Papers, Please đã được khen ngợi cho cảm giác đắm chìm được cung cấp bởi các cơ chế trò chơi, và phản ứng cảm xúc mãnh liệt. Jonathan Ore của CBC News gọi Papers, Please là "trò chơi điều tra thần kinh căng thẳng với nhịp độ không ngừng và hàng tá nhân vật hấp dẫn - tất cả đều từ một công việc bàn giấy". Simon Parkin viết cho blog The New Yorker đã tuyên bố Papers, Xin vui lòng trò chơi video hàng đầu năm 2013. Ông viết: "Grim chưa ảnh hưởng, nó là một trò chơi có thể thay đổi thái độ của bạn vào lần tới khi bạn xếp hàng tại sân bay." Một số nhà phê bình đã nhận được câu chuyện rất hay: Ben "Yahtzee" Croshaw của sê-ri Zero, Dấu chấm câu ca ngợi trò chơi là một mục thực sự độc đáo cho năm 2013 và thậm chí đã trở thành một trong năm trò chơi hàng đầu của anh ấy trong năm đó; ông đã trích dẫn đạo đức của trò chơi như lý do của mình bằng cách giải thích rằng "[Papers, Please] đưa ra cho chúng tôi những lựa chọn đạo đức liên tục, nhưng làm cho nó thực sự khó khăn để trở thành một người tốt... trong khi bạn có thể từ bỏ các quy tắc để đoàn tụ một cặp vợ chồng [... ] bạn làm điều đó với chi phí của chính gia đình bạn... Bạn phải quyết định xem bạn muốn tạo ra một thế giới tốt hơn hay chỉ chăm sóc bạn và bạn. "
Báo cáo được liệt kê có dây, Papers, Please là trò chơi hàng đầu của họ trong năm 2013, nhận ra rằng tiêu đề của trò chơi, thường được kết hợp với đại diện Hollywood của các quan chức Đức Quốc xã ngăn chặn mọi người và yêu cầu xem nhận dạng của họ, cùng với bài thuyết trình buồn tẻ đã nắm bắt những ý tưởng sống như một công nhân thấp kém một nhà nước cảnh sát. Năm 2019, trò chơi đã được xếp hạng thứ 45 trong danh sách 50 trò chơi video hay nhất thế kỷ 21 của tờ The Guardian.
Một số nhà phê bình đã phản ứng chống lại trò chơi giấy tờ. Stephanie Bendixsen từ chương trình đánh giá trò chơi của ABC, Good Game nhận thấy trò chơi "tẻ nhạt", bình luận "trong khi tôi phát hiện ra những vấn đề nảy sinh từ những quyết định mà bạn buộc phải đưa ra khá thú vị, tôi chỉ thấy chán khi phải vật lộn ngày tiếp theo. Tôi bị giằng xé giữa việc muốn tìm hiểu thêm, và chỉ muốn tất cả dừng lại."
Papers, Please được một số nhà báo coi là một ví dụ về trò chơi điện tử như một hình thức nghệ thuật. Papers, Please thường được phân loại là "trò chơi đồng cảm", một loại trò chơi nhập vai "yêu cầu người chơi sống trong thế giới cảm xúc của nhân vật", như được mô tả bởi Patrick Begley của Sydney Morning Herald, hoặc như được mô tả bởi chính Giáo hoàng, "Người mô phỏng người khác". Giáo hoàng lưu ý rằng ông đã không bắt đầu thực hiện một trò chơi đồng cảm, nhưng các mối quan hệ tình cảm được tạo ra bởi các kịch bản của ông xuất phát tự nhiên từ việc phát triển các cơ chế cốt lõi.
Uncharted 4: A Thief's End bao gồm một quả trứng Phục sinh cho Papers, Please, khi nhân vật chính của nó, Nathan Drake so sánh một dòng người đang chờ ở trạm hộ chiếu với tình huống ở Arstotzka. Một cái gật đầu với Papers, Please được trình bày ngắn gọn trong tập "Playtest" của sê-ri Black Mirror, trong đó một bản cover hư cấu của Edge bao gồm một câu chuyện trang bìa liên quan đến Papers, Please III.

### Giải thưởng
| Năm  | Giải                              | Mục                                       | Kết quả   | Chú thích     |
| ---- | --------------------------------- | ----------------------------------------- | --------- | ------------- |
| 2013 | VGX 2013                          | Best Independent Game                     | Đề cử     | [ 4 ]         |
| 2013 | VGX 2013                          | Best PC Game                              | Đề cử     | [ 4 ]         |
| 2014 | New York Game Awards              | Off Broadway Award for Best Indie Game    | Đề cử     | [ 5 ]         |
| 2014 | D.I.C.E. Awards                   | Downloadable Game of the Year             | Đề cử     | [ 6 ]         |
| 2014 | D.I.C.E. Awards                   | Outstanding Innovation in Gaming          | Đề cử     | [ 6 ]         |
| 2014 | D.I.C.E. Awards                   | Outstanding Achievement in Game Direction | Đề cử     | [ 6 ]         |
| 2014 | SXSW Gaming Awards                | Matthew Crump Cultural Innovation Award   | Đoạt giải | [ 7 ]         |
| 2014 | 10th British Academy Games Awards | Best Game                                 | Đề cử     | [ 8 ] [ 9 ]   |
| 2014 | 10th British Academy Games Awards | Game Design                               | Đề cử     | [ 8 ] [ 9 ]   |
| 2014 | 10th British Academy Games Awards | Game Innovation                           | Đề cử     | [ 8 ] [ 9 ]   |
| 2014 | 10th British Academy Games Awards | Strategy & Simulation                     | Đoạt giải | [ 8 ] [ 9 ]   |
| 2014 | Independent Games Festival Awards | Seumas McNally Grand Prize                | Đoạt giải | [ 10 ] [ 11 ] |
| 2014 | Independent Games Festival Awards | Excellence in Narrative                   | Đoạt giải | [ 10 ] [ 11 ] |
| 2014 | Independent Games Festival Awards | Excellence in Design                      | Đoạt giải | [ 10 ] [ 11 ] |
| 2014 | Independent Games Festival Awards | Nuovo Award                               | Đề cử     | [ 10 ] [ 11 ] |
| 2014 | Game Developers Choice Awards     | Innovation Award                          | Đoạt giải | [ 12 ]        |
| 2014 | Game Developers Choice Awards     | Best Downloadable Game                    | Đoạt giải | [ 12 ]        |
| 2014 | Games for Change Awards           | Most Innovative                           | Đoạt giải | [ 13 ]        |
| 2014 | Games for Change Awards           | Best Gameplay                             | Đoạt giải | [ 13 ]        |

## Phim ngắn chuyển thể
Hai nhà làm phim người Nga, Liliya Tkach và Nikita Ordynskiy của Kinodom Productions, đã phát triển một bộ phim hành động trực tiếp dài 11 phút dựa trên Papers, Please, mang tên Papers, Please: The Short Film, với sự tham gia của Igor Savochkin. Bộ phim được Lucas Pope ủy quyền sau khi Ordynskiy gửi cho anh ta kịch bản qua email. Bộ phim được công chiếu tại Nhà văn hóa Trekhgorka ở Moscow, Nga, vào ngày 27 tháng 1 năm 2018. Bộ phim đã ra mắt trên toàn thế giới thông qua YouTube và cửa hàng Steam vào ngày 24 tháng 2 năm 2018. Bộ phim đã nhận được những đánh giá "cực kỳ tích cực" trên Steam khi phát hành. Thành công của bộ phim ngắn đã khiến Tkach và Ordynskiy theo đuổi một bộ phim ngắn tương tự cho Beholder, một trò chơi khác lấy bối cảnh toàn trị. Ordynskiy sau đó sẽ lồng tiếng cho Seaman Aleksei Toporov trong Return of the Obra Dinn, một trò chơi video năm 2018 được phát triển bởi Pope, cũng là người chiến thắng giải thưởng Seumas McNally Grand Prize.